# І життя, і сльози, і любов
«І життя, і сльози, і любов» (рос. «И жизнь, и слёзы, и любовь») — радянський художній фільм режисера  Миколи Губенка, який вийшов на кіностудії «Мосфільм» у 1983 році.

## Сюжет
Дія відбувається в будинку ветеранів, розміщеному в колишній садибі, що вимагає ремонту. Все господарство знаходиться в занепаді. «Контингент» — так називає мешканців будинку його завідувач — наданий сам собі. Але все змінюється, коли в будинку з'являється новий головлікар — Варвара Дмитрівна. Вона не тільки лікує ветеранів, але й відроджує в них любов до життя. Апофеозом фільму є святкування вісімдесятиріччя колишньої оперної співачки Софії Петрівни Сербіної, на яке приїжджає знаменитий співак Іван Семенович Козловський.

## У ролях
- Жанна Болотова —  Варвара Дмитрівна Волошина, головлікар
- Олена Фадєєва —  Софія Петрівна
- Євген Євстигнєєв —  Степан Степанович
- Капітоліна Іллєнко —  Ніна Матвіївна
- Петро Щербаков —  Федот Федотович, завідувач будинком
- Федір Нікітін —  Павло Андрійович
- Любов Соколова —  Поліна Іванівна
- Сергій Мартінсон —  Єгошкін
- Тимофій Хлистов —  Анісімов
- Михайло Брилкін —  Чистов
- Олексій Дроздов —  Бердяєв
- Іван Казьмін —  Дьяконов
- Марія Скворцова —  Анна
- Наталя Гундарева —  Антоніна Юхимівна, кухарка
- Наталія Крачковська —  Маша
- Костянтин Желдін —  завідувач іншим будинком престарілих
- Іван Козловський — камео
- Сергій Озеров —  Альоша

## Знімальна група
- Автор сценарію і режисер-постановник:  Микола Губенко
- Оператор-постановник: Леонід Калашников
- Художник-постановник:  Юрій Кладієнко
- Художник по костюмах: Світлана Лузанова
- Директор картини: Тетяна Жигаєва